# 쓰치야 히로시
쓰치야 히로시(일본어: 土屋 紘, 1944년 7월 10일 ~ )는 일본의 전 프로 야구 선수이다. 나가노현 사쿠시 출신이며 현역 시절 포지션은 투수였다.

## 인물
우스다 고등학교 시절에는 2학년 때부터 에이스로서 활약하여 1961년 추계 호쿠신에쓰 대회 나가노현 예선에서 준결승에 진출했지만 마루코 실업고등학교한테 져서 탈락했다. 당시부터 낮게 조절된 무거운 속구는 정평이 나있어서 한 경기당 평균 10개 이상의 삼진을 빼앗았다.
고교 졸업 후 사회인 야구팀인 산쿄 정기, 덴덴 신에쓰로부터 입단 권유를 받았지만 고마자와 대학에 진학했다. 도토 6대학 리그에서는 1, 2학년 때 두 번의 우승을 경험했지만 1년 선배인 모리타 마사히코(홋카이도척식은행), 팀 동료 이토 히사토시와 같은 좋은 투수가 있어서 눈에 띈 활약은 없었다. 1965년 춘계 리그에서 첫 등판했고 모리타가 졸업한 이후에는 이토와 ‘좌우 두 기둥’으로 리그 통산 27경기에 등판하여 11승 9패라는 성적을 올렸다. 그 외 대학 동기로는 유격수 오시타 쓰요시, 3루수 고토 가즈아키 등이 있다.
대학 졸업 후 덴덴 도쿄에 입사하여 1967년 도시 대항 야구 대회 2차전에서는 야마다 히사시가 소속된 후지제철 가마이시를 누르는 등 2승을 거두고 준결승에 진출했다. 준결승전에서는 닛폰 석유의 히라마쓰 마사지 투수와 맞대결을 벌인 끝에 1대 2로 패했지만 우수 선수상을 수상했다. 1967년 프로 야구 드래프트 회의에서 주니치 드래건스로부터 1순위 지명을 받고 입단했다.
1968년에 1군에 올랐지만 그 후에는 일시적으로 침체를 겪었고 프로 4년차인 1971년 4월 18일 야쿠르트 아톰스를 상대로 데뷔 첫 선발 등판을 이뤘다. 그해 5월 12일에는 두 번째 선발 등판에서 다이요 웨일스의 야마시타 리쓰오와 투수전을 펼쳐 7회 도중까지 호투한 끝에 데뷔 첫 승을 기록했다. 1972년에는 두 번의 완투, 3승을 올렸지만 1973년 시즌 도중에 미즈타니 노리히로와 함께 사토 마사오, 오쿠다 나오야의 맞트레이드로 롯데 오리온스에 이적했다. 그 후에는 등판 기회가 없어서 1975년 시즌 끝으로 선수 생활을 은퇴했다.

## 상세 정보

### 출신 학교
- 나가노현 우스다 고등학교
- 고마자와 대학

### 선수 경력
- 덴덴 도쿄
- 주니치 드래건스(1968년 ~ 1973년)
- 롯데 오리온스(1973년 ~ 1975년)

### 등번호
- 26(1968년 ~ 1973년 시즌 도중, 1974년 ~ 1975년)
- 40(1973년 시즌 도중 ~ 같은 해 시즌 종료)

### 연도별 투수 성적
| 연 도      | 소 속      | 등 판 | 선 발 | 완 투 | 완 봉 | 무 4 구 | 승 리 | 패 전 | 세 이 브 | 홀 드 | 승 률 | 타 자 | 이 닝 | 피 안 타 | 피 홈 런 | 볼 넷 | 고 4 | 몸 맞 | 탈 삼 진 | 폭 투 | 보 크 | 실 점 | 자 책 점 | 평 자 책 | W H I P |
| ---------- | ---------- | ----- | ----- | ----- | ----- | ------- | ----- | ----- | -------- | ----- | ----- | ----- | ----- | -------- | -------- | ----- | ---- | ----- | -------- | ----- | ----- | ----- | -------- | -------- | ------- |
| 1968년     | 주니치     | 1     | 0     | 0     | 0     | 0       | 0     | 0     | --       | --    | ----  | 15    | 3     | 7        | 0        | 1     | 0    | 0     | 2        | 0     | 0     | 4     | 4        | 12.00    | 2.67    |
| 1971년     | 주니치     | 12    | 3     | 0     | 0     | 0       | 1     | 1     | --       | --    | .500  | 150   | 35.1  | 38       | 5        | 15    | 0    | 0     | 17       | 0     | 0     | 17    | 17       | 4.37     | 1.50    |
| 1972년     | 주니치     | 28    | 12    | 2     | 0     | 0       | 3     | 4     | --       | --    | .429  | 363   | 89.2  | 78       | 14       | 24    | 5    | 1     | 34       | 0     | 0     | 41    | 37       | 3.70     | 1.14    |
| 1974년     | 롯데       | 3     | 0     | 0     | 0     | 0       | 0     | 0     | 0        | --    | ----  | 18    | 4     | 4        | 0        | 2     | 0    | 0     | 1        | 0     | 0     | 2     | 2        | 4.50     | 1.50    |
| 통산 : 4년 | 통산 : 4년 | 44    | 15    | 2     | 0     | 0       | 4     | 5     | 0        | --    | .444  | 546   | 132   | 127      | 19       | 42    | 5    | 1     | 54       | 0     | 0     | 64    | 60       | 4.09     | 1.28    |